# Homogyna spadicicorpus
Homogyna spadicicorpus is een vlinder uit de familie wespvlinders (Sesiidae), onderfamilie Sesiinae.
Homogyna spadicicorpus is voor het eerst wetenschappelijk beschreven door Louis Beethoven Prout in 1919. De soort komt voor in het Afrotropisch gebied.